# أوتيس جيبسون
أوتيس جيبسون (بالإنجليزية: Otis Gibson)‏ هو قس أمريكي، ولد في 8 ديسمبر 1826 في موريا في الولايات المتحدة، وتوفي في 25 يناير 1889 في سان فرانسيسكو في الولايات المتحدة.